# Cimrman English Theatre
Cimrman English Theatre (CET) je divadelní soubor uvádějící hry Ladislav Smoljaka a Zdeňka Svěráka v angličtině. Stejně jako divadlo Járy Cimrmana je zřizován Divadelní agenturou Echo, v jejímž čele stojí po smrti Václava Kotka jeho žena Alena a syn Vojtěch. Domovskou scénou souboru je Žižkovské divadlo Járy Cimrmana, které zároveň zajišťuje technickou stránku představení souboru.
Divadlo bylo založeno v roce 2014 s názvem Cimrman English Studio. V současnosti uvádí 5 anglických adaptací her divadla Járy Cimrmana.
V roce 2017 se soubor vydal na tour po Spojených státech.

## Hry
- The Act, angliská adaptace hry Akt,
- The Pub in the Glade, anglická adaptace hry Hospoda Na Mýtince,
- The Conquest of the North Pole, anglická adaptace hry Dobytí severního pólu,
- The Stand In, anglická adaptace hry Záskok,
- Plum, anglická adaptace hry Švestka.[1]

## Film
V roce 2018 uvedla Česká televize film Davida Smoljaka nazvaný Cimrman dobývá Ameriku!, který vznikl při příležitosti výjezdu souboru do Spojených států. Vedle členů souboru v filmu účinkují také David Smoljak, syn Ladislava Smoljaka a režisér, Alena Kotková, manažerka divadla, a Luděk Minařík, technik divadla Járy Cimrmana.

## Herci[2]

### Současní herci a aktuální obsazení rolí
Herci souboru jsou rodilí mluvčí angličtiny, výjimku tvoří Čech Daniel Rejchrt, který ztvárňuje malou roli ve hře Plum.
| Jméno           | Role |
| --------------- | --- |
| Gabriel Andrews | Bedřich v The Act, Patka v Plum |
| Ben Bradshaw    | Žílová v The Act, Prácheňský v The Stand In, Master Šofr v The Conquest of the North Pole, Pulec v Plum, Trachta v The Pub in the Glade        |
| Marc Cram       | Beran v The Conquest of the North Pole |
| Peter Hosking   | Žíla v The Act, doktor Vypich v The Stand In, Karel Němec v The Conquest of the North Pole, Motyčka v Plum                                     |
| Curt Matthew    | Láďa v The Act, Vlasta v The Stand In, Frištenský v The Conquest of the North Pole, Hájek v Plum, Kulhánek v The Pub in the Glade              |
| Michael Pitthan | Pepa v The Act, Vogeltanz v The Stand In, Václav Poustka v The Conquest of the North Pole, Wasserfall v Plum, hostinský v The Pub in the Glade |
| Daniel Rejchrt  | inspektor v Plum |
| Adam Stewart    | Bárta v The Stand In, Emilka/Jenny/Anna v Plum, hrabě Zeppelin v The Pub in the Glade                                                          |
| Jake Zahradnik  | principál v The Stand In |

### Bývalí herci a jejich role
| Jméno       | Role                      |
| ----------- | ------------------------- |
| Brian Caspe | Prácheňský v The Stand In |

Roli zkušeného technika v semináři ke hře The Conquest of the North Pole, kterou v současnosti hraje Daniel Rejchrt, v minulosti ztvárňoval Václav Kotek či Luděk Minařík.